# Albert Berger (Filmproduzent)

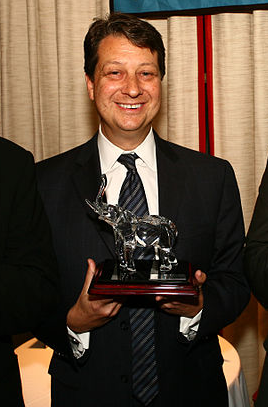
Albert Berger

Albert Berger (im 20. Jahrhundert) ist ein US-amerikanischer Filmproduzent. International bekannt wurde er durch die Produktion der Kinofilme Election, Unterwegs nach Cold Mountain, Little Miss Sunshine, Little Children oder Nebraska.

## Leben und Karriere
Albert Berger zog als Absolvent der Filmhochschule der Columbia University in New York 1983 nach Los Angeles. Berger versuchte sich zuerst als Drehbuchautor, jedoch ohne nennenswerten Erfolg. Bei dem Versuch in Hollywood ein Drehbuch zu verkaufen traf er auf Ron Yerxa, der zu diesem Zeitpunkt als Studio Executive bei CBS Theatrical arbeitete. Im Laufe der Zeit entwickelte sich eine Freundschaft und man beschloss Ende der 1980er Jahre gemeinsam die Produktionsfirma Bona Fide Productions zu gründen. Seit der Realisation ihrer ersten gemeinsamen Kinoproduktion König der Murmelspieler mit dem Regisseur Steven Soderbergh im Jahr 1993 haben Berger und Yerxa in Co-Operation rund 20 Filme produziert. Mit dem Regisseur Alexander Payne arbeitete das Produzententeam dabei bisher zweimal zusammen. Für die Filme von Payne gab es jeweils Filmehrungen. Für Election mit Matthew Broderick und Reese Witherspoon in den Hauptrollen gewann das Produzentengespann den Independent Spirit Awards 2000 in der Kategorie Bester Film. Für die Kinoproduktion Nebraska in der Besetzung Bruce Dern, Will Forte und June Squibb erhielten Berger und Yerxa 2014 jeweils eine Oscar-Nominierung in der Kategorie Bester Film.

## Auszeichnungen
- 2000: Ehrung mit dem Independent Spirit Award in der Kategorie Bester Film für Election
- 2007: Ehrung mit dem Independent Spirit Award in der Kategorie Bester Film für Little Miss Sunshine
- 2014: Nominierung für den Oscar in der Kategorie Bester Film für Nebraska

## Filmografie (Auswahl)

### Kino
- 1993: König der Murmelspieler (King of the Hill)
- 1999: Election
- 1999: The Wood
- 2002: Pumpkin
- 2003: Unterwegs nach Cold Mountain (Cold Mountain)
- 2005: Bee Season
- 2005: The Ice Harvest
- 2006: Little Miss Sunshine
- 2006: Little Children
- 2008: Hamlet 2
- 2010: Umständlich verliebt (The Switch)
- 2012: Ruby Sparks – Meine fabelhafte Freundin (Ruby Sparks)
- 2012: We Made This Movie
- 2013: Lang lebe Charlie Countryman (The Necessary Death of Charlie Countryman)
- 2013: Nebraska
- 2014: Low Down
- 2015: Louder Than Bombs
- 2019: The Peanut Butter Falcon
- 2020: The Last Shift

### Fernsehen
- 1998: Fatal Desire (The Spree)

### Dokumentarfilm
- 1994: Crumb
- 2002: I Am Trying to Break Your Heart
- 2010: Ain’t in It for My Health: A Film About Levon Helm